# Igreja Presbiteriana Reformada em Myanmar
A Igreja Presbiteriana Reformada em Myanmar ou Igreja Presbiteriana Reformada de Myanmar (em inglês: Reformed Presbyterian Church in Myanmar ou Reformed Presbyterian Church of Myanmar) é uma denominação reformada, presbiteriana, confessional e calvinista em Myanmar. Foi fundada em 1995, pelo  Dr. Tial Hlei Thanga, missionário da Igreja Presbiteriana na América.

## História
O Dr. Tial Hlei Thanga, nascido no Estado de Chin, mudou-se para os Estados Unidos. Neste país, tornou-se membro da Igreja Presbiteriana na América. Entre 1987 e 1994, estudou no Seminário Teológico Reformado, em Jackson, no Mississippi. Após sua formação, foi ordenação e enviado como missionário para seu país natal pela Missão Para o Mundo, a agência missionária da Igreja Presbiteriana na América.
Em 1 de dezembro de 1995, foi oficialmente organizada Igreja Presbiteriana Reformada em Myanmar. No mesmo ano, foi formado um seminário para a capacitação de pastores e líderes da denominação.
Em 2021, a igreja tinha 35 igrejas e 2.500 membros.

## Doutrina
A igreja é evangélica e confessa a Inerrância bíblica, tendo a Bíblia como regra infalível de fé e prática, rejeita assim a Teologia liberal. Além disso, a igreja subscreve: a Confissão de Fé de Westminster, o Breve Catecismo de Westminster e Catecismo Maior de Westminster.
A denominação é contrária a qualquer forma de celebração religiosa de casamento entre pessoas do mesmo sexo, reconhecendo apenas o casamento como união entre um homem e uma mulher.

## Relações inter eclesiásticas
A denominação é membro da Comunhão Mundial das Igrejas Reformadas,Fraternidade Reformada Mundial e Fraternidade das Igrejas Presbiterianas e Reformadas em Myanmar.